# Flavia schiava di Roma regina d'amore
 Flavia schiava di Roma regina d'amore  è un film italiano del 1987 diretto da Lorenzo Onorati.

## Trama
Narra la storia della schiava Flavia, che ha una relazione con il console romano Valerio.